# Aeroportul Robinvale
Aeroportul Robinvale (IATA: RBC, ICAO: YROI) este un aeroport din Victoria, Australia ce deservește zona Robinvale⁠(d).
Situat la o altitudine de 87 m, aeroportul dispune de 2 piste. Este operat de Rural City of Swan Hill⁠(d).

## Infrastructură

### Piste
Aeroportul dispune de 2 piste. Pista 01/19 are suprafața de asfalt și dimensiunile 1.140 m × 9 m. Pista 12/30 are suprafața de Nisip și dimensiunile 1.175 m × 9 m. 